# Christian Pouga
Christian Pouga (* 19. Juni 1986 in Douala) ist ein kamerunischer ehemaliger Fußballspieler.

## Karriere
Christian Pouga begann seine Karriere in der Jugend bei seinem Heimatverein Avenir Douala, bis er 2001 in die Volksrepublik China zu Dalian Shide wechselte. 2003 wechselte er dann in die Profimannschaft des chinesischen Vereins, jedoch absolvierte er dort kein einziges Spiel. Von 2004 bis 2006 spielte er beim Ligakonkurrenten Shanghai United, wo er ebenfalls ohne Einsatz blieb. 2006 ging er in die Schweiz zum FC Zürich, jedoch konnte er sich dort ebenfalls nicht durchsetzen und bestritt nur neun Spiele und schoss dabei ein Tor. 2007 wechselte er ablösefrei zum FC Aarau. Pouga unterschrieb einen Halbjahresvertrag mit Option auf zwei weitere Jahre. Man nahm die Option jedoch nicht wahr. In der Saison 2007/2008 spielte er für den AC Bellinzona. Ein Jahr später wechselte er zum FC Sevilla. Pouga hatte in der Saison mit 18 Toren maßgeblichen Anteil am Aufstieg der «Granata».
In der Saison 2009/10 spielte er leihweise für den portugiesischen Verein Leixões SC. Im Sommer 2010 wechselte er zum FC Vaslui in die rumänische Liga 1. Dort konnte er mit seiner Mannschaft die Spielzeit 2010/11 auf dem dritten Platz abschließen. Anschließend kehrte er zu Marítimo Funchal nach Portugal zurück. In Funchal kam er meist zu Kurzeinsätzen und konnte sich nicht als Stammkraft durchsetzen.
Zur Saison 2012/13 wechselte er zu den Oud-Heverlee Löwen. Ein Jahr später heuerte er beim türkischen Zweitligisten Ankaraspor an. Bereits im September 2013 wurde sein Vertrag bei diesem Verein wieder aufgelöst. Mitte 2014 nahm ihn der portugiesische Erstligist Boavista Porto unter Vertrag. Dort kam er auf neun Einsätze und stand häufig nicht im Kader. Anfang 2016 löste er seinen Vertrag in Porto auf und war erneut ein Jahr ohne Verein. Ende Januar 2017 verpflichtete ihn der maltesische Erstligist Pembroke Athleta. Dort kam er zweimal zum Einsatz und beendete mit seiner Mannschaft die Saison 2016/17 auf dem letzten Platz.
Nach einem weiteren halben Jahr ohne Klub schloss er sich im Februar 2018 dem französischen Amateurverein SA Mamertins an.